# Aménophis IV (bande dessinée)
Pour les articles homonymes, voir Aménophis IV (homonymie).
Aménophis IV est une série de bande dessinée de science-fiction française écrite par Dieter, dessinée par Étienne Le Roux et colorisée par Hubert (tomes 1-2) puis Denis Dufourg (tome 3). Ses trois volumes ont été publiés par Delcourt entre 2000 et 2003.

## Synopsis
Mars est en voie de terraformation. En attendant que la vie soit possible, une équipe de scientifiques vit dans la base Aménophis IV. John Barhile, pasteur, va bouleverser l'ordre établi en bénissant un anthro, chimpanzé créé en laboratoire, au service de l'homme. Vont s'ensuivre une série de meurtres.

## Albums
- Delcourt, coll. « Neopolis » :

1. Demy, 2000  (ISBN 2-84055-487-9)[1],[2].
2. Mink, 2001  (ISBN 2-84055-669-3)[3].
3. Europe, 2003  (ISBN 2-84789-131-5)[4].